# Molgolaimus tenuilaimus
Molgolaimus tenuilaimus is een rondwormensoort uit de familie van de Desmodoridae.